# Client

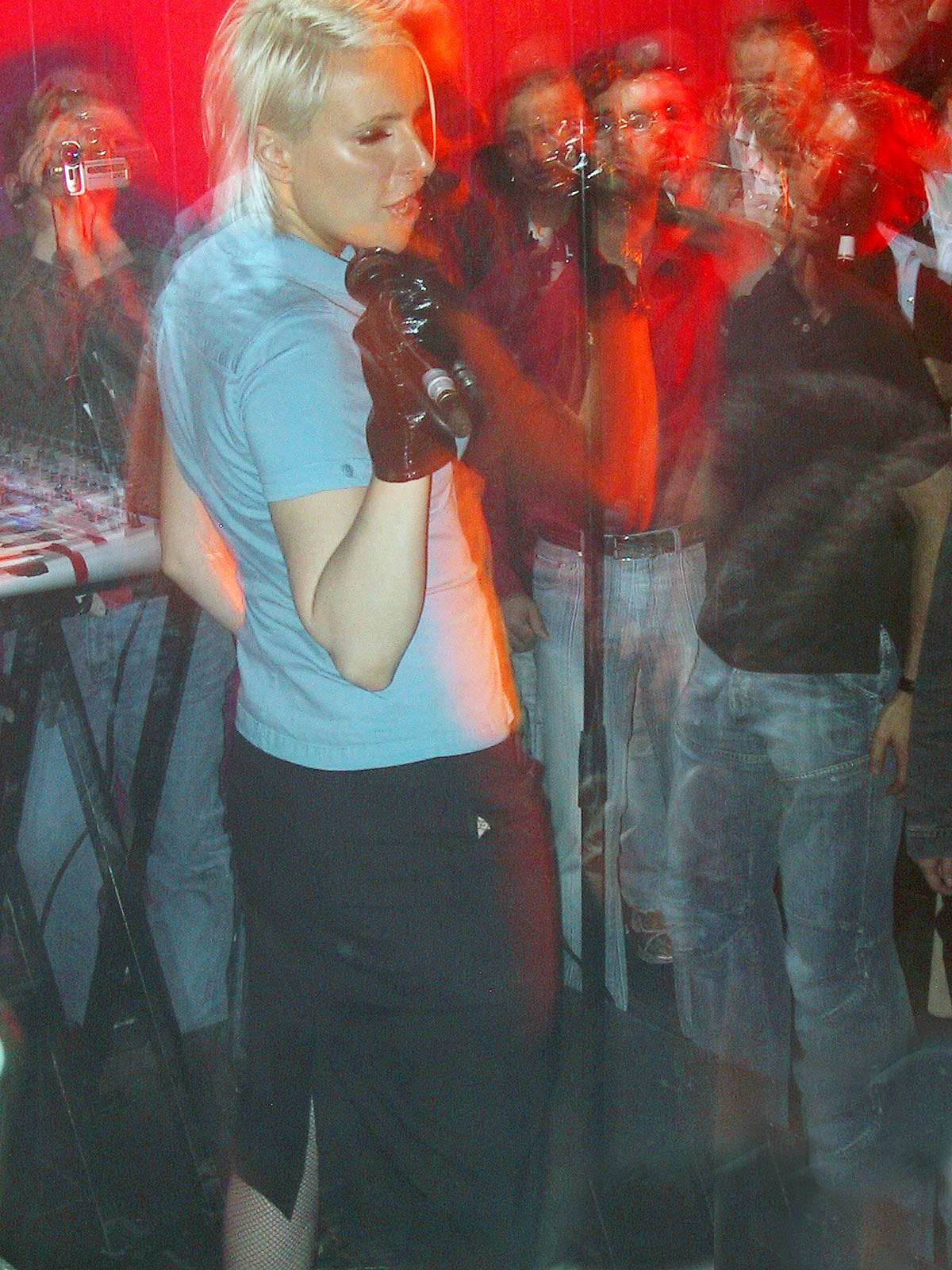
Client B vid en konsert i Essen i Tyskland 2005.

Client från London är en brittisk synthpoptrio inom genren electroclash. Gruppen bildades 2002 av Client A (Kate Holmes) och Client B (Sarah Blackwood).

## Historia
Client har turnerat över hela Europa och även stora delar av Asien. Gruppen har haft sina främsta kommersiella framgångar i Tyskland. När de spelar live uppträder de tre medlemmarna iförda flygvärdinneinspirerade uniformer eller åtsittande tunna läderklänningar.
De två ursprungsmedlemmarna var tidigare endast kända som Client A och Client B; de visade inte sina ansikten på officiella fotografier. Client A heter egentligen Kate Holmes och var tidigare medlem i Frazier Chorus och Technique. Client B är Sarah Blackwood som tidigare var sångerska i Dubstar. I november 2005 anslöt sig en tredje medlem, Client E, DJ Emily Mann.
Client fick kontrakt hos Depeche Mode-medlemmen Andrew Fletchers bolag Toast Hawaii, och de kom att turnera med Depeche Mode och Erasure. I oktober 2006 lämnade Client Toast Hawaii för att satsa på sitt eget bolag Loser Friendly i Storbritannien.

## Diskografi
Studioalbum
- Clieиt (2003)
- City (2004)
- Heartland (2007)
- Command (2009)
- Authority (2014)

Livealbum
- Live at Club Koko (2006)
- Live in Porto (med Robert Görl) (2007)
- Live in Hamburg (2009)

Samlingsalbum
- Going Down (2004)
- Metropolis (2005)
- Untitled Remix (2005)

Singlar
- "Price of Love" (2003)
- "Rock and Roll Machine" (2003)
- "Here and Now" (2003)
- "In It For The Money" (2004)
- "Radio" (2004)
- "Going Down" (2004)
- "Price of Dub" (2004)
- "Pornography" (2005)
- "Lights Go Out" (2006)
- "Zerox Machine" (2007)
- "Drive" (2007)
- "It's Not Over" (2007)
- "Suicide Sister" (2008)
- "Command (Dark Side)" (2009)
- "Can You Feel" (2009)
- "Make Me Believe in You" (2009)
- "Don't Call Me Baby" (2010)
- "You Can Dance" (2013)
- "Refuge" (2014)